# Theligonum formosanum
Theligonum formosanum är en måreväxtart som först beskrevs av Jisaburo Ohwi, och fick sitt nu gällande namn av Jisaburo Ohwi och Tung Shui Liu. Theligonum formosanum ingår i släktet Theligonum och familjen måreväxter. Inga underarter finns listade i Catalogue of Life.